# Vercomaris
Vercomaris is een geslacht van weekdieren uit de klasse van de Gastropoda (slakken).

## Soorten
- Vercomaris pergradata (Verco, 1904)

Deze soortnaam wordt niet meer erkend en is hernoemd naar onderstaande naam:

## Nieuwe naam
- Zeadmete pergradata (Verco, 1904)